# 片寄町
片寄町（かたよせちょう）は愛知県岡崎市額田地区の町名。丁番を持たない単独町名であり、11の小字が設置されている、

## 地理
岡崎市東部に位置する。町域南縁を男川が西流している。住宅地は河川沿岸に形成され、その他は森林になっている。

### 河川
- 男川

### 字
| - 字梅野（うめの） - 字上堺津（かみかいつ） - 字上滝下（かみたきした） - 字上萩沢（かみはぎさわ） | - 字下堺津（しもかいつ） - 字下滝下（しもたきした） - 字下萩沢（しもはぎさわ） - 字豊沢（とよのさわ） | - 字中堺津（なかかいつ） - 字中萩沢（なかはぎさわ） - 字細久後（ほそくご） |

## 世帯数と人口
2019年（令和元年）5月1日現在の世帯数と人口は以下の通りである。
| 町丁   | 世帯数 | 人口  |
| ------ | ------ | ----- |
| 片寄町 | 69世帯 | 195人 |

### 人口の変遷
国勢調査による人口の推移
| 2010年（平成22年） | 199人 | [ 6 ] |  |
| 2015年（平成27年） | 194人 | [ 7 ] |  |

## 小・中学校の学区
市立小・中学校に通う場合、学区は以下の通りとなる。
| 番・番地等 | 小学校             | 中学校             |
| ---------- | ------------------ | ------------------ |
| 全域       | 岡崎市立豊富小学校 | 岡崎市立額田中学校 |

## 歴史
額田郡片寄村を前身とする。町内に置かれた天恩寺は山門、仏殿が国指定重要文化財になっており、長篠の戦いに向かう徳川家康が一泊したことでも知られる。

### 沿革
- 2006年（平成18年）1月1日 - 岡崎市へ編入し、同市片寄町となる[1]。

## 交通
道路
- 愛知県道37号岡崎作手清岳線（宮崎街道）
- 愛知県道377号豊川片寄線

バス
- 名鉄バス
  - くらがり線

## 施設

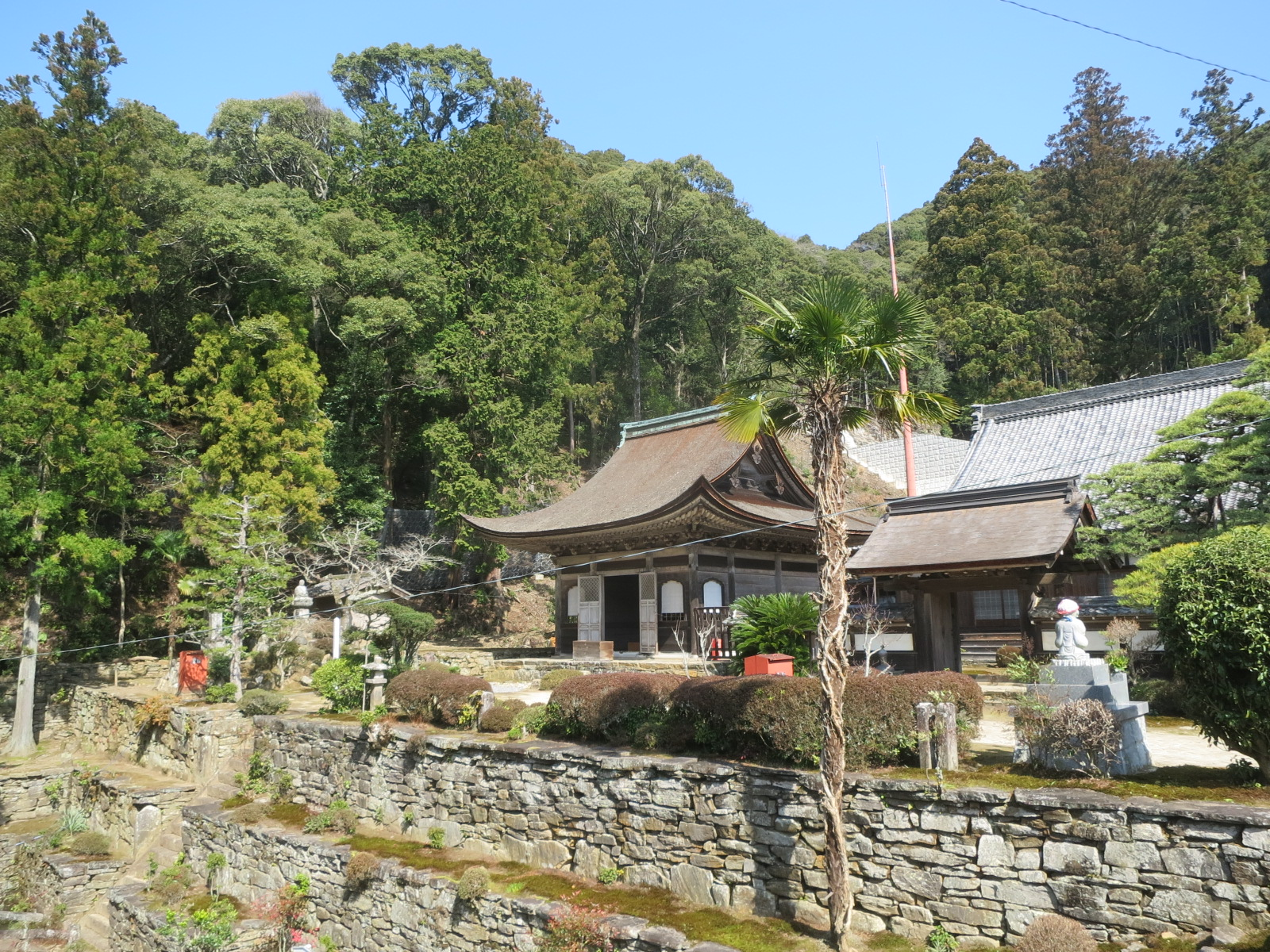
天恩寺

- 天恩寺
- 八幡宮

### コミュニティセンター
- 片寄コミュニティセンター

## その他

### 日本郵便
- 郵便番号 : 444-3616[4]（集配局：額田郵便局[10]）。

## 参考資料
- 「角川日本地名大辞典」編纂委員会 編『角川日本地名大辞典 23 愛知県』角川書店、1989年3月8日。ISBN 4-04-001230-5。
- 有限会社平凡社地方資料センター 編『日本歴史地名体系第23巻 愛知県の地名』平凡社、1981年。ISBN 4-582-49023-9。